# ما وراء البحر (فلم)
ما وراء البحر (بالإنجليزية: Beyond the Sea) فيلم دراما موسيقية وسيرة ذاتية من إخراج وبطولة كيفن سبيسي  مستوحى من حياة المغني والممثل الأمريكي "بوبي دارين" (1936 - 1973)، شارك في البطولة كيت بوسورث، جون جودمان، بوب هوسكنز، بريندا بلاثيان، وجريتا سكاتشي. تدور أحداث الفيلم حول بوبي دارين، خلال فترة الخمسينيات والستينيات، الذي بدأ حياته في أحد الأحياء الإيطالية الفقيرة في نيويورك، ولكنه كان يحلم دومًا بالمجد.
كان باري ليفينسون، في وقت مبكر من عام 1986، ينوي إخراج فيلم يستند إلى حياة بوبي دارين، وبدأ في مرحلة "ما قبل إنتاج المشروع" في أوائل عام 1997. وعندما تخلى عن مشروعه، حصل كيفن سبيسي ونجل دارين "دود"، على حقوق الفيلم. وبدأ العمل من نوفمبر 2003 إلى يناير 2004. وصدر الفيلم في ديسمبر 2004  ليحصل على آراء مختلفة من النقاد، ثم أخفق في شباك التذاكر. استجاب دود دارين وساندرا دي ومدير دارين السابق ستيف بلاونر بردود فعل حماسية على عمل سبيسي في الفيلم. على الرغم من عدد من المراجعات السلبية، أشاد بعض النقاد بأداء سبيسي، إلى حد كبير بسبب قراره استخدام صوته في أداء أغاني الفيلم. حصل على ترشيح لجوائز جولدن جلوب.
منح موقع قاعدة بيانات الأفلام على الإنترنت (IMDB) الفيلم درجة 6.7/ 10.
منح موقع قاعدة بيانات الأفلام العربية "السينما.كوم" الفيلم درجة 5.3/ 10.

## طاقم التمثيل
كيفن سبيسي: في دور بوبي دارين
وليام أولريش: في دور بوبي (في الصغر)
كيت بوسورث: في دور ساندرا دي (زوجة بوبي)
بوب هوسكينز: في دور تشارلي مافيا
جون جودمان في دور ستيفن بلونر (مدير أعمال بوبي)
بريندا بليثين: في دور بولي كاسوتو (جدة بوبي البيولوجية)
كارولين آرون: في دور نينا كاسوتو مافيا (والدة بوبي البيولوجية)
غريتا سكاتشي: في دور ماري دوفان (والدة ساندرا)
بيتر سينكوتي: في دور ديك بيرك (منظم بوبي وعازف البيانو)
مات ريبي: في دور ديفيد غيرشنسون ( مدير دعاية بوبي)
مايكل بيرن: في دور دكتور أندريتي
غاري ويلان: في دور جول بوديل
جيك برودر: في دور مساعد مخرج
طيفون بادمسوي: في دور أحمد إرتغون 

## أغاني الفيلم
قام كيفن سبيسي بغناء 18 أغنية من أغاني بوبي دارن الشهيرة وقدما بصوته. كما تضمن الفيلم بعض أغاني أخرى.
ماك السكين Mack the Knife (1954) 
نهر كسول Lazy River (1931) 
القفز للأسفل، تدور حولها Jump Down, Spin Around (1958) 
روك آيلاند لاين Rock Island Line (1954) 
سبليش سبلاش Splish Splash (1958) 
زهور اصطناعية Artificial Flowers (1960) 
لا مير - موسيقى وكلمات يؤديها تشارلز ترينيه La Mer - Music & lyrics & performed by Charles Trenet 
ما وراء البحر (لا مير) - يؤديه تشارلز ترينيت وكيفين سبيسي Beyond the Sea (La Mer) – performed by Charles Trenet, Kevin Spacey 
18 الورود الصفراء 18 Yellow Roses 
دريم لوفر Dream Lover (1959) 
ذات مرة Once Upon a Time (1962) 
مرحبًا ، عشاق الشباب Hello, Young Lovers (1951) 
هذا كل شيء That's All (1952) 
أماكن رائعة Fabulous Places (1967) 
تمثيلية Charade (1963) 
التغيير Change (1968)
ليتها فضفاضة Let It Loose (1971) 
أغنية الحرية البسيطة Simple Song of Freedom (1969) 
لم تحصل على ماما (ليس لدي بابا) Ain't Got No Mama (Ain't Got No Papa) (2004) 
الصمت (فريق ديب بيربل) Hush (1967) 
شلالات الستار The Curtain Falls (1963) 
ما دمت أغني As Long as I'm Singing (1962) 
بعض هذه الأيام Some of These Days (1910) 

## أحداث الفيلم
تدور أحداث الفيلم من خلال حوار خيالي بين الشاب بوبي دارين (كيفن سبيسي) وبوبي دارين الصبي (وليام أولريش) ويروي للمشاهد تصميمه على النهوض من جذوره العمالية عندما كان يستخدم أسمه الأصلي "والدن روبرت كاسوتو"، وهو صبي ضعيف من منطقة "برونكس – نيويورك". يعاني الصبي من نوبات متعددة من الحمى الروماتيزمية، والذي يصبح مغنيًا أكثر شهرة من فرانك سيناترا، ولتحقيق هذا الهدف، قام بتشكيل فرقة وكافح للأداء في أي ملهى ليلي. يتمكن وكيل بوبي من الحصول على عقد تسجيل مع شركة "اتلانتك ريكوردز" الشهيرة ويصبح معبود المراهقين مع أغنية "سبلاش سبلاش" عام 1958، ثم يطمع في أن يمتد نشاطه فيما وراء جماهير موسيقى الروك أند رول، ويقوم بغناء أغاني كانت رائجة في عشرينات القرن 20، مثل "ماك السكين" عام 1959. تستغل السينما شعبيته بين المراهقين والشباب البالغين، ويقوم ببطولة فيلم "تعال في سبتمبر" عام 1961 مع الممثلة المراهقة ساندرا دي (كيت بوسورث). يقع في حب الممثلة البالغة من العمر 18 عامًا؛ ويعقد العزم على الزواج منها، ويغويها بشكل رومانسي ويسحرها بأغاني مثل "ما وراء البحر" و"دريم لوفر"، ويتزوجها مما يغضب والدتها ماري دوفان (غريتا سكاتشي). يحقق دارين أخيرًا حلم والدته عندما يوقع على عقد للظهور في ملهى "كوباكابانا" الليلي الشهير في مانهاتن.
يأخذه النجاح بعيدًا عن بيته وزوجته، ويبدأ في معاقرة الخمر بكثرة، ويتشاجر مع  زوجته كثيرًا، في النهاية ينفصلون ويتصالحون فيما بعد. تنجب ساندرا ولدا. تم ترشيح دارين لجائزة الأوسكار عام 1963 لأفضل ممثل مساعد عن أدائه كجندي صدم بالقذيفة في فيلم "الكابتن نيومان، م د Captain Newman, M.D".
يشارك دارين، في أواخر الستينيات من القرن العشرين، في الحملة لانتخاب روبرت ف. كينيدي لمنصب الرئيس ويفكر في مهنة سياسية خاصة به. تعرف أخته نينا كاسوتو مافيا (كارولين آرون) أن دخوله مجال السياسة سيؤدي إلى التحقق  من ماضيه، وتصدمه بخبر أن والدته المحبوبة كانت في الواقع جدته بولي كاسوتو (بريندا بليثين) وأنه طفل نينا غير الشرعي، وهو ابن لأب لا تستطيع تحديد هويته.
يصبح دارين محطماً، منعزلاً يعيش في مقطورة على ساحل "بيج سور" في كاليفورنيا. يجد بوبي نفسه بعيدًا عن اتجاهات الموسيقى الحديثة المتغيرة، وعندما يحاول التكيف من خلال دمج الموسيقى الشعبية وأغاني المعارضة السياسية، يجد نفسه مرفوضًا من الجمهور الذي احتضنه ذات مرة. ينظم بوبي عرضًا بمشاركة جوقة الإنجيل، في فندق "فلامنغو" في لاس فيغاس، وعلى الرغم من كل الصعاب، فقد حقق نجاحًا كبيرًا. لا يدوم نجاحه كثيراً حيث يعاني من تسمم الدم بعد جراحة لإصلاح صمام قلبه، ويتم نقله إلى المستشفى، حيث يتوفي عن عمر يناهز 37 عامًا. بعد وفاته، يلتقي بالصبي بوبي مرة أخرى، ويغني الثنائي "ما دمت أغني As Long as I'm Singing".

## استقبال الفيلم
افتتح الفيلم في إصدار محدود في الولايات المتحدة بتاريخ 17 ديسمبر 2004 وذهب إلى إصدار أوسع في 29 ديسمبر. وقد حقق 6318709 دولارًا أمريكيًا في الولايات المتحدة و 2.128.906 دولارًا أمريكيًا في الأسواق الدولية ليبلغ إجمالي شباك التذاكر في جميع أنحاء العالم 8447615 دولارًا. تم إعلان أن الفيلم قنبلة شباك التذاكر لأنه لم يسترد ميزانيته البالغة 25 مليون دولار.
منح موقع "الطماطم الفاسدة" الفيلم تقييماً مقداره 42% بناءاً على آراء 147 ناقداً سينمائياً، وكتب إجماع نقاد الموقع أن مشروع كيفن سبيسي لعرض سيرة المغني بوبي دارين هو إما قطعة استعراضية شجاعة أو مشروع مغرور محرج.
منح موقع "ميتاكريتيك" الفيلم تقييماً مقداره 46% بناءاً على آراء 35 ناقداً سينمائياً.
شعر ميك لاسال من صحيفة سان فرانسيسكو كرونيكل أن سبيسي بدا أكبر من أن يقوم بدور دارين بشكل مقنع ووصف الفيلم بأنه: "أحد أكثر المشاهد المحرجة لعام 2004" و"مشروع فظيع بشكل فظيع، ومشروع خاطئ وغير مدروس." أشاد ديسون طومسون من صحيفة واشنطن بوست بعمل الممثل، لكنه شعر أيضًا أن سبيسي لم يصور دارين بشكل مقنع في بداية مسيرته الموسيقية. وجد مراجع الإنترنت جيمس بيراردينيلي أن القصة مبتذلة بشكل علني، لكنه أضاف: "على الرغم من السرد المتقطع وغير المناسب لسبيسي، تمكنت من الاستمتاع."
قدم روجر إيبرت مراجعة إيجابية إلى حد كبير، قائلاً: "يعتقد كيفين سبيسي أنه ولد ليلعب دور بوبي دارين. أعتقد أنه ولد ليلعب دور شخصيات أكثر إثارة للاهتمام ... في أفضل أعماله، حقق سبيسي العبقرية؛ إنه أفضل كممثل أكثر من دارين في أي وقت مضى كمغني."
شعر ستيفن هولدن من صحيفة نيويورك تايمز أنه: "مع فيلم "ما وراء البحر"الفيلم في حالة من الفوضى، وفي سن 45، سبيسي هو أكبر من أن يلعب دور دارين. ومع ذلك، فإن النجم يأسر يأسه، وتفاخره، ونعم، جاذبيته."

## وصلات خارجية
https://elcinema.com/work/2000111 ما وراء البحر (فيلم)
https://www.imdb.com/title/tt0363473/ ما وراء البحر (فيلم)
https://letterboxd.com/film/beyond-the-sea/ ما وراء البحر (فيلم)
https://www.filmaffinity.com/us/film351467.html ما وراء البحر (فيلم)
https://www.youtube.com/watch?v=fP1fwrhFdCg ما وراء البحر (فيلم)
https://www.youtube.com/watch?v=eCOxcgL72iU ما وراء البحر (فيلم)
https://www.youtube.com/watch?v=loEAFCMx77A ما وراء البحر (فيلم)
https://www.youtube.com/watch?v=XGowmvLsw7I ما وراء البحر (فيلم)
https://www.youtube.com/watch?v=kcwBymuEfbM ما وراء البحر (فلم)